# 1089 Tama
1089 Tama là một tiểu hành tinh vành đai chính orbiting Sun. Nó được đặt theo tên sông Tama ở Nhật Bản.